# 紅葉温泉 (花蓮県)
座標: 北緯23度29分30秒 東経121度19分35秒 / 北緯23.4916469度 東経121.3262930度
紅葉温泉（もみじおんせん）は台湾花蓮県万栄郷紅葉村にある温泉で紅葉内温泉とも呼ばれる。
温泉街には紅葉観光旅社という一軒宿が建つ。

## 泉質
源泉は紅葉渓とその支流加星渓の合流点から500メートル離れた崖下にある。無色透明の硫酸塩泉で泉温は61度前後。phは6.5。

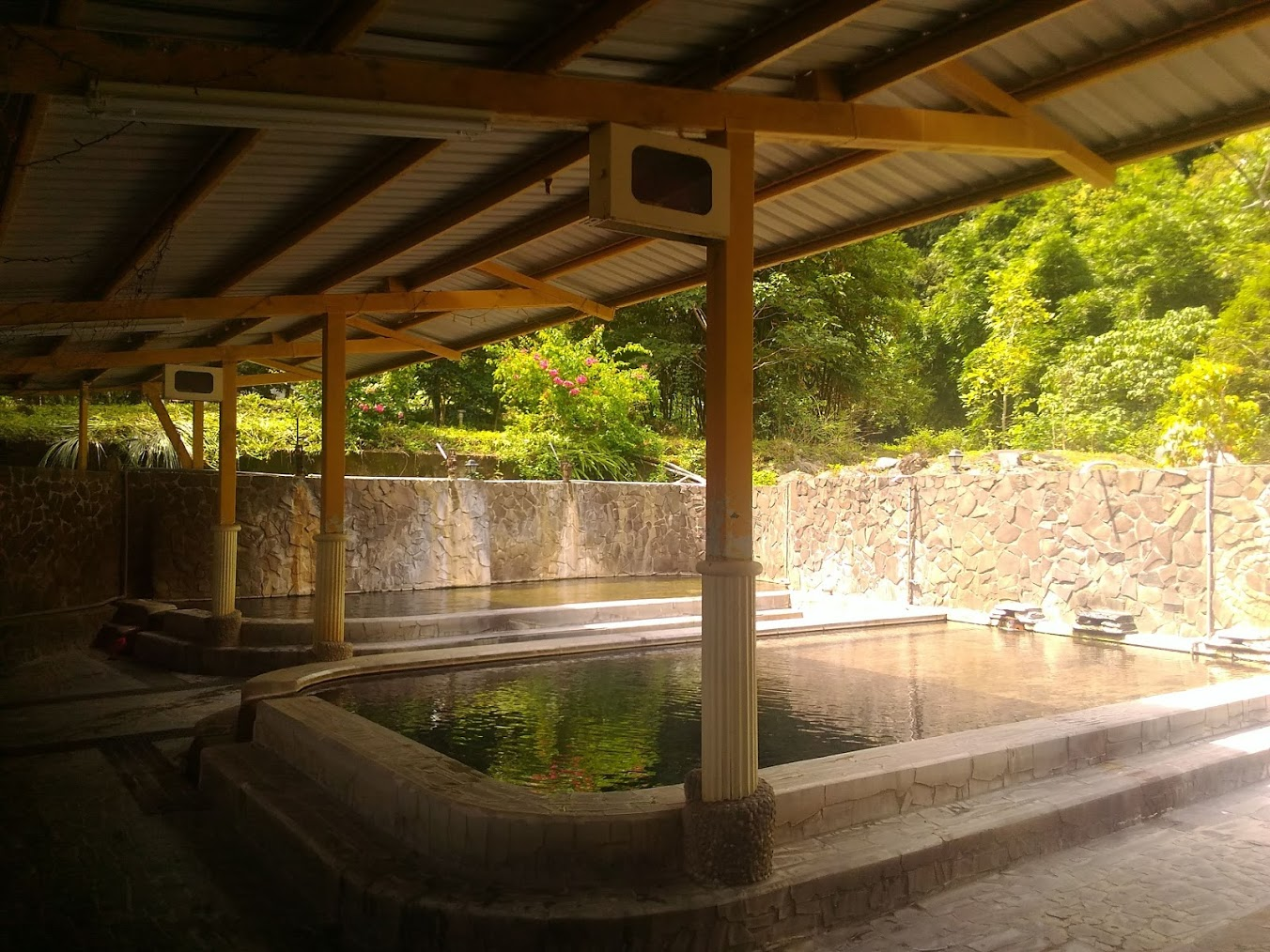
紅葉温泉旅舎内の露天風呂